# 이음1로
이음1로(Ieum 1-ro)는 인천광역시 서구 당하동(행정동 원당동) 산132-7과 인천광역시 서구 아라동 검단2고등학교(가칭) 앞을 잇는 도로이다.

## 연혁
- 2020년 4월 20일: 도로명으로 이음1로를 고시
- 2021년: 개통

## 주요 경유지
인천광역시
- 서구 (원당동, 아라동)

## 주요 건물 및 시설
- 인천서부고용복지플러스센터 (인천광역시 서구 이음1로 389)
- 인천이음중학교 (인천광역시 서구 이음1로 455)